# Óscar Fidalgo Bestard
Óscar Fidalgo Bestard (Palma, 26 de juny de 1979) és un advocat i polític mallorquí, diputat al parlament de les Illes Balears en la VIII legislatura.
És llicenciat en dret per la Universitat de les Illes Balears, ha exercit com a advocat en el seu propi bufet. Militant del Partido Popular, n'ha estat Secretari de Política Autonómica de la secció balear i membre de la junta directiva del PP Balear. Fou elegit diputat a les eleccions al Parlament de les Illes Balears de 2011 en substitució de Rafael Bosch Sans, nomenat conseller del Govern Balear. Ha estat president de la comissió d'economia del Parlament Balear.